# Sylvia Harris
Sylvia Harris, född 17 mars 1965, är en brittisk bågskytt. Hon deltog vid olympiska sommarspelen 1992.